# Не уходи
«Не уходи» (итал. Non ti muovere) — драма режиссёра Серджо Кастеллитто, вышедшая на экраны в 2004 году. Экранизация одноимённого романа его супруги, Маргарет Мадзантини.

## Сюжет
Дождь. Девушку, разбившуюся на мотоцикле, с тяжёлой черепно-мозговой травмой увозят в реанимацию. Оказывается, что это А́нджела, дочь хирурга Тимо́тео (Серджо Кастеллитто). Его отрывают от операции, которую он проводит, и рассказывают о случившемся горе. Он открывает окно и видит идущую по тротуару женщину. Она несёт с собой стул, ставит его на перекрёстке тротуаров и садится спиной к Тимотео. Он начинает вспоминать… 

Однажды в молодости у него сломалась машина где-то в трущобах. Неуклюжая щербатая женщина потрёпанного вида по имени Ита́лия (Пенелопа Крус) вызывается ему помочь с телефоном, приводит домой. Дом старый, был собственностью её деда, а теперь подлежит сносу. Живёт она бедно, но никогда не жалуется на свою жизнь. 

Тимотео не может дозвониться до подруги (Клаудия Джерини), благодарит Италию за помощь и отправляется в кафе ждать, когда ему отремонтируют автомобиль. В баре ему предлагают водки, так как она самый холодный напиток в этом заведении. Пропустив явно не одну стопку, Тимотео решает вернуться к своей новой знакомой и попросить сделать ещё один звонок. До подруги он так и не дозвонился. Внезапно на него обрушивается страстное желание овладеть хозяйкой дома. Под действием спиртного он не может остановиться. Он насилует её, а слегка протрезвев, спешно покидает её дом. 

Спустя некоторое время он приезжает извиниться перед женщиной. Встретив на улице, несмотря на её отказ, помогает доставить продукты домой. И там им снова овладевает безумная страсть. Уходя, он оставляет ей немного денег. 

Подруга главного героя показана целеустремлённой женщиной, но, по всей видимости, недостаточно романтичной и внимательной. Тимотео пишет на песке «Я изнасиловал женщину», а она этого не замечает. 

У коллеги по работе Тимотео спрашивает, спит ли тот с проститутками. Коллега отвечает, что порой пользуется их услугами. Как оказалось, ему всё равно, с какой из них он проведёт время. Тимотео понимает, что его неумолимо тянет именно к Италии. 

Несмотря на это, с подругой он не только не расстаётся, но даже предлагает ей зачать ребёнка. Она сомневается в том, настало ли время, готовы ли они оба к этому. 

Сцены из прошлого перемежаются с настоящим. А в настоящем главный герой переживает стресс. Его дочери делают сложную операцию на головном мозге, жена впадает в истерику. Но повествование раз за разом возвращается в прошлое.
Тимотео часто навещает Италию. Покупает ей одежду и средства для ухода. Италия несколько хорошеет. На медицинскую конференцию он берёт её с собой. А по возвращении зачинает жене ребёнка. 

Оказывается, Италия тоже беременна. Это выясняется, когда ей становится плохо, а Тимотео везёт её в больницу. Позже он осматривает Италию, выясняет, что её здоровью и здоровью ребёнка ничто не угрожает, обещает поговорить с уже не такой милой женой.

По возвращении из дальней поездки жена сообщает, что беременна. Даже придумывает ребёнку имя. 

А сейчас Тимотео срочно вызывают. Его дочери становится хуже. Он собственными руками возвращает её к жизни, но, перенервничав, не может оставаться в операционной. 

Тимотео не может разорваться между по-настоящему любимой женщиной и семьёй, перестаёт навещать Италию. Она делает аборт. 

Она потерялась. Но даже среди городской суеты и проливного дождя он её замечает и проводит с ней вечер под дождём. 

Жена догадывается, что Тимотео рассказывает ей не всё. В тот же день на свет появляется Анджела. Жена спрашивает, счастлив ли Тимотео. Он отвечает: «Конечно!» 

А сам едет к Италии, рассказывает, что ребёнок родился, признаётся, что, несмотря на это, несчастен. Дом Италии скоро снесут, и она решает уехать, но опаздывает на поезд. Тимотео увозит её на машине, чтобы познакомиться с её родиной. В мотеле Тимо задаёт Италии венчальный вопрос и провозглашает их брак. Внезапно Италии становится плохо. 

Состояние Анджелы ухудшается. 

УЗИ показывает, что у Италии кровотечение в брюшной полости. Тимотео сам делает ей операцию. Оказывается, это осложнение — следствие некачественно проведённого цыганами аборта. Италии удаляют матку, но это не помогает — она умирает. 

Операция Анджелы проходит успешно. Она остаётся в живых. 

Женщина с перекрёстка исчезает. Остаётся только стул. 

Тимотео достаёт из своего шкафа красную туфлю Италии, выносит её на улицу и с благодарностью поднимает глаза в небо.

## В ролях
- Пенелопа Крус — Италия
- Серджо Кастеллитто — Тимотео
- Клаудия Джерини — Эльза
- Анджела Финокьяро — Ада
- Марко Джаллини — Манлио
- Пьетро де Сильва — Альфредо
- Элена Перино — Анджела
- Лина Бернарди — Нора, мать Эльзы

## Награды и номинации
- 2004 — две премии «Давид ди Донателло» — лучшему актеру (Серджо Кастеллитто) и лучшей актрисе (Пенелопа Крус), а также 9 номинаций: лучший фильм (Марко Хименц, Джованни Стабилини, Риккардо Тоцци, Серджо Кастеллитто), лучший режиссёр (Серджо Кастеллитто), лучший сценарий (Серджо Кастеллитто, Маргарет Маццантини), лучшая актриса второго плана (Клаудия Джерини), лучший продюсер (Марко Хименц, Джованни Стабилини, Риккардо Тоцци), лучший монтаж (Патрицио Мароне), лучшая работа художника (Франческо Фригери), лучшие костюмы (Изабелла Рицца), лучший звук (Марио Якуоне)
- 2004 — приз зрительских симпатий European Film Awards лучшей актрисе (Пенелопа Крус), а также номинации на премию лучшей актрисе (Пенелопа Крус) и приз зрительских симпатий лучшему актеру (Серджо Кастеллитто)
- 2005 — участие в основном конкурсе кинофестиваля в Бангкоке
- 2005 — две номинации на премию «Гойя»: лучшая актриса (Пенелопа Крус) и лучший адаптированный сценарий (Серджо Кастеллитто, Маргарет Маццантини)
- 2005 — 4 премии «Серебряная лента» Итальянского национального синдиката киножурналистов: лучший сценарий (Серджо Кастеллитто, Маргарет Маццантини), лучший монтаж (Патрицио Мароне), лучшая работа художника (Франческо Фригери), лучшая песня (Васко Росси, «Un senso»); а также две номинации: лучший режиссёр (Серджо Кастеллитто) и лучший продюсер (Марко Хименц, Джованни Стабилини, Риккардо Тоцци)